# Capasa saturataria
Capasa saturataria är en fjärilsart som beskrevs av Walker 1861. Capasa saturataria ingår i släktet Capasa och familjen mätare. Inga underarter finns listade i Catalogue of Life.